# 高桓權
高桓权（韓語：고환권），高句丽的太子，荣留王之子。其名《三国史记》和《三国遗事》的记作高桓权，《旧唐书》中记作高相权。
640年（高句丽荣留王二十三年、唐太宗贞观十四年）二月，高桓权前往唐朝进贡。唐太宗为慰劳他的辛劳，赏赐了币帛。由于《三国史记》中没有关于他进贡之后的记载，因此不知在渊盖苏文杀害荣留王之后，他是否还在世。在日本的《新撰姓氏录》等文献中，出现了身为荣留王之子、高丽家族始祖的高福德，此人被认为是高桓权的兄弟。

## 影视形象
- 2006～2007年SBS《渊盖苏文》李在旭饰演
- 2013年KBS《刀与花》李泰利饰演